# Albaniola xanthina
Albaniola xanthina es una especie de escarabajo del género  Albaniola, familia Leiodidae. Fue descrita por Etonti, M. y Pier Mauro Giachino en 1994.

## Distribución
Se encuentra en Grecia.